# James Mason (Hockeyspieler)
James Robert Mason (* 19. Juni 1947) ist ein ehemaliger australischer Hockeyspieler. Er gewann mit der australischen Nationalmannschaft eine olympische Silbermedaille 1968.

## Sportliche Karriere
Der 1,76 Meter große James Mason wirkte bei den Olympischen Spielen 1968 in Mexiko-Stadt in sieben Spielen mit. Die Australier wurden in der Vorrunde Zweite hinter Pakistan. Im Halbfinale trafen sie auf die indische Mannschaft, die Australier siegten mit 2:1 nach Verlängerung. Im Finale unterlagen die Australier mit 1:2 gegen Pakistan.
Bei den Olympischen Spielen 1972 in München wirkte Mason erneut in sieben Spielen mit, in denen er vier Tore erzielte. Die Australier belegten in der Vorrunde den vierten Platz in ihrer Gruppe. Mit zwei Siegen nach Verlängerung in den Platzierungsspielen erreichten sie insgesamt den fünften Platz.